# Волкенштейн Людмила Олександрівна

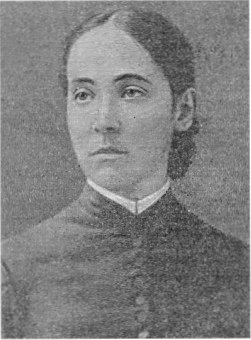

Волкенштейн Людмила Олександрівна (уродж. Олександрова) (18 вересня 1857, Київ — 10 січня 1906, Владивосток) — російська революціонерка українського походження.

## Біографія
Народилася в дворянській сім'ї. Її батько — Олександр Петрович Олександров, син дрібнопомісного дворянина, був головним лісничим в київському лісництві. Мати — Євдокія Карпівна (уроджена Крижанівська) була достатньо багата, їй належало декілька будинків в Києві.
Через рік після закінчення гімназії Людмила Волкенштейн вступила в шлюб з Олександром Олександровичем Волкенштейном, молодим земським лікарем. Літом 1877 року його арештували за пропагандистську діяльність і засудили на процесі «193-х». Волкенштейн поїхала за чоловіком у Петербург, де відбувався суд. Цей факт став переломним в подальшій долі: відмовилась від спокійного сімейного життя і незворотньо приєдналась до революційної діяльності. Брала участь в підготовці замаху на харківського губернатора, князя Кропоткіна, відомого жорстокістю і деспотизмом. Після вдалого виконання терористичного акту Григорієм Гольденбергом була змушена виїхати за кордон, хоч її участь полягала лише в утриманні конспіративної квартири.
Декілька років провела в Швейцарії, Франції, Італії, Болгарії, але не могла спокійно спостерігати за драматичними подіями на Батьківщині.
В 1884 році повернулась у Петербург, де й була арештована по доносу і засуджена за відомим «процесом 14-ти». Серед засуджених були три жінки, в тому числі і Віра Фігнер.
Рішенням суду від 28 вересня 1884 року Людмилу Волкенштейн засудили до смертної кари. Від подачі прохання про помилування вона категорично відмовилась. Смертний вирок замінили відбуванням покарання в одній з найстрашніших тюрем — Шлісельбурзі. 12 жовтня разом з іншими засудженими розміщена в одиночну камеру, де знаходилась майже 13 років.
Віра Фігнер писала про Людмилу Волкенштейн в своїх спогадах: 

«Місія і роль Людмили Олександрівни була велика, і багато сердець назавжди зберегли її образ і зберігає про неї гарячий спогад повний вдячності…».

В 1896 році через коронацію Миколи II Волкенштейн звільнили зі Шлісельбурга і відправили в заслання на Сахалін.
23 листопада 1896 року Людмилу Волкенштейн перевели в Петропавловськ, де вона пробула до березня 1897 р. в очікуванні відправлення в Одесу. Тут зустрілася з 19-річним сином, який навчався в Петербурзі, востаннє бачила його дворічним, коли, тікаючи від можливого арешту за кордон, залишила сина матері.
В березні 1897 р., в пересильній тюрмі Одеси, після довгої розлуки зустрілася з чоловіком. В спогадах він писав: «Я не міг надивитися на милі риси обличчя, яке стало таким серйозним, з різко вираженою печаткою продуманого, вистражданого». Він прийняв тверде рішення поїхати з Людмилою на Сахалін, покинувши свою нову жінку в Полтаві.
2 листопада 1897 р., через 52 дня важкого морського шляху Людмила Волкенштейн з групою каторжан прибула в сахалінський порт Корсаков. Вона поселилась у доктора Н. В. Кирилова. Маючи фельдшерську освіту і практичний досвід, оттримала роботу в Корсаківській лікарні та завідувала аптекою.
Весною 1899 р., після п'ятимісячного шляху прибув Олександр Волкенштейн і приступив до роботи епідеміологічного лікаря, а потім завідував лазаретом в в'язниці. Тут він продовжив свою переписку з Левом Толстим, з яким познайомився ще в 1894 р. В 1900 р. Людмила з чоловіком змушені переїхати в Александровськ, так як через людяне і демократичне спілкування з пацієнтами-каторжанами в них склались неприязні стосунки з начальством.
Після довгих клопотів отримавши дозвіл на виїзд, в вересні 1902 р. Волкенштейни переїхали в Владивосток. Коли почалася війна з Японією і різко зросла потреба в медпрацівниках, Волкенштейн пішла працювати фельдшеркою. Разом з чоловіком вона організувала курси медичних сестер.
Після закінчення війни в місті було неспокійно. Особливо напруженим стало положення після публікації маніфесту 17 жовтня 1905 р., в місті проходили часті мітинги і збори, створювалися різноманітні об'єднання і союзи. Активну роль в суспільному житті Владивостока грав Союз лікарів, видним діячем якого був чоловік Людмили. Вона неодноразово виступала з засудженням царської політики в російсько-японській війні, результатом якої стала загибель великої кількості матросів і солдат.
10 січня 1906 р. відбувся загальний мітинг, де в останній раз виступила Людмила Волкенштейн. Після його закінчення учасники великою колоною направились до будівлі штабу. Коли демонстранти вийшли на площу, з трьох сторін по них вдарили кулеметні черги. Серед перших загиблих була Людмила Волкенштейн. Похована на Покровському цвинтарі Владивостока.
- Онук — Волкенштейн Сергій Сергійович, Герой Радянського Союзу, генерал-майор артилерії.